# Soulèvements cosaques
Les soulèvements cosaques furent une série de conflits militaires opposant les Cosaques aux États revendiquant la domination de leurs territoires, à savoir la République des Deux Nations et l'Empire russe, du XVIe au XVIIIe siècle, et tentant d'exercer un contrôle effectif sur les Cosaques indépendants. Si les premiers soulèvements avaient pour cadre la République des Deux Nations, ils s'étendent ensuite peu à peu à l'Empire russe, à mesure que son contrôle des terres ruthènes (ukrainiennes) où vivaient la plupart des Cosaques s'accrut, puis se généralisa.   

## Histoire
Les origines des premiers Cosaques sont controversées. L'historiographie traditionnelle date l'émergence des Cosaques aux XIVe et XVe siècles. Vers la fin du XVe siècle, les Cosaques ukrainiens formèrent la Sitch zaporogue, centrée sur les îles fortifiées du Dniepr. Initialement vassale de la République des Deux Nations, la pression sociale et religieuse croissante de la République déclencha une série de soulèvements et la proclamation d'un Hetmanat cosaque indépendant, culminant avec une rébellion sous Bogdan Khmelnitski au milieu du XVIIe siècle. Alors que les Cosaques étaient utiles aux États polono-lituaniens pendant les périodes de guerre, ils se révélèrent plus problématiques en temps de paix, en raison de leurs raids sur les voisins de la République (principalement l'Empire ottoman et ses alliés). De plus, la noblesse polonaise essaye d'affirmer son contrôle sur les territoires cosaques, de les transformer en latifundia féodaux, de limiter le pouvoir des cosaques militants, et même de transformer les cosaques en serfs. Conséquence du soulèvement de Khmelnitski, le traité de Pereïaslav place la majeure partie de l'hetmanat cosaque sous contrôle russe. 
Les Cosaques zaporogues n'étaient pas le seul groupe notable de Cosaques ; il y avait aussi l'armée cosaque du Don, les Cosaques de Sloboda, les Cosaques du Terek et les Cosaques de l'Oural. Lorsque le tsarat de Russie prit le contrôle des terres cosaques appartenant autrefois à la Pologne-Lituanie, tous les Cosaques sont finalement passés sous la domination russe, mais le gouvernement tsariste, puis impérial, n'avait qu'un degré limité de contrôle sur eux. Les communautés cosaques fournissaient un refuge aux serfs et aux bandits en fuite, et organisaient souvent des raids non autorisés et des expéditions de pirates contre l'Empire ottoman. Alors que les armées cosaques de l'Empire russe défendaient les zones tampons à ses frontières, les ambitions expansionnistes de l'empire reposaient sur le contrôle des Cosaques, ce qui a provoqué des tensions avec leur mode de vie indépendant traditionnel. Alors que l'empire tentait de limiter l'autonomie des Cosaques aux XVIIe et XVIIIe siècles, plusieurs rébellions éclatent, comme celles menées par Stenka Razine, Kondraty Boulavine et Emelian Pougatchev. Dans des cas extrêmes, des armées cosaques entières pouvaient être dissoutes, comme ce fut le sort de la Sitch zaporogue en 1775. Dans cette dernière phase de leur histoire, les Cosaques ont perdu la majeure partie de leur autonomie au profit de l'État russe. 
Les soulèvements cosaques, comme le peuple cosaque lui-même, ont été décrits de manières diverses par les historiographes polonais, russes et ukrainiens.

## Liste des soulèvements cosaques
- Soulèvement de Kosiński (en) (1591-1593)
- Soulèvement de Nalyvaïko (1594-1596)
- Soulèvement de Bolotnikov (en) (1606-1607)
- Soulèvement de Jmaïlo (en) (1625)
- Soulèvement de Fedorovitch (1630)
- Soulèvement de Soulyma (en) (1635)
- Soulèvement de Pavliouk (en) (1637)
- Insurrection d'Ostrianine (1638)
- Pogroms de Khmielnitski (en) (1648)
- Soulèvement de Khmelnytsky (1648-1654)
- Soulèvement de Barabach (1658)
- Soulèvement de la Rive gauche (en) (1668-1669)
- Soulèvement de Razine (1667-1671)
- Soulèvement de Paliy (en) (1702-1704)
- Révolte de Boulavine (1707-1708)
- Soulèvement des Haïdamaks de 1734 (en) (1734)
- Soulèvement des Haïdamak de 1750 (1750)
- Kolyivchtchyna (1768–1769)
- Rébellion de Pougatchev (1774-1775)
- Soulèvement des Cosaques de Kiev (en) (1855)